# Astaenomoechus punctifrons
Astaenomoechus punctifrons är en skalbaggsart som beskrevs av Henry Fuller Howden och Gill 2003. Astaenomoechus punctifrons ingår i släktet Astaenomoechus och familjen Hybosoridae. Inga underarter finns listade.